# Олбані (Вайомінг)
Олбані (англ. Albany) — переписна місцевість (CDP) в США, в окрузі Олбані штату Вайомінг. Населення — 31 особа (2020).

## Географія
Олбані розташоване за координатами 41°11′13″ пн. ш. 106°7′32″ зх. д. / 41.18694° пн. ш. 106.12556° зх. д. (41.186870, -106.125476).  За даними Бюро перепису населення США в 2010 році переписна місцевість мала площу 28,47 км², уся площа — суходіл.

## Демографія
Згідно з переписом 2010 року, у переписній місцевості мешкало 55 осіб у 30 домогосподарствах у складі 19 родин. Густота населення становила 2 особи/км².  Було 78 помешкань (3/км²).
Расовий склад населення:
| - 96,4 % — білих - 1,8 % — азіатів |

До двох чи більше рас належало 1,8 %. Частка іспаномовних становила 0,0 % від усіх жителів.
За віковим діапазоном населення розподілялося таким чином: 7,3 % — особи молодші 18 років, 67,2 % — особи у віці 18—64 років, 25,5 % — особи у віці 65 років та старші. Медіана віку мешканця становила 57,8 року. На 100 осіб жіночої статі у переписній місцевості припадало 150,0 чоловіків;  на 100 жінок у віці від 18 років та старших — 131,8 чоловіків також старших 18 років.
Цивільне працевлаштоване населення становило 20 осіб. Основні галузі зайнятості: науковці, спеціалісти, менеджери — 30,0 %, будівництво — 30,0 %, мистецтво, розваги та відпочинок — 25,0 %.